# Klebs Junior
Klebs de Moura e Silva Junior (Rio Claro, 2 de dezembro de 1966 - São Paulo, 19 de novembro de 2021) foi um ilustrador, roteirista  e professor de histórias em quadrinhos brasileiro, formado em Comunicação Visual pela Faculdade de Belas Artes de São Paulo. Já trabalhou para diversos jornais e revistas, tais como: O Estado de S. Paulo, Folha de S.Paulo, Veja e Época. No mercado de quadrinhos americanos, trabalhou para as editoras Marvel, DC, Valiant  e Malibu, no mercado brasileiro, publicou nas revistas Metal Pesado e Brasilian Heavy Metal.
Em 2000, anunciou a publicação da HQ pós-apocalíptica Tropa de Choque 1994 pela Brainstore, escrita e ilustrada por ele, com cores de Hermes Tadeu, a história é situada em 1994, numa realidade alternativa onde o Golpe de 1964 não ocorreu, eclodindo uma guerra civil gerando uma guerra química em 1972, como consequência, alguns jovens adquiriram superpoderes. A revista não foi lançada, o projeto foi retomado em fevereiro de 2014 em um financiamento coletivo no site Catarse com o título Pátria Armada, sendo lançado nas bancas pela sua editora, Instituto HQ em janeiro de 2015. Em novembro de 2014, Klebs participou de outro projeto na plataforma, a graphic novel Aurora do ator e roteirista Felipe Folgosi, editada por Klebs e ilustrada por Leno Carvalho, a graphic novel foi lançada em outubro de 2015. Klebs morreu em 19 de novembro de 2021, vítima de um câncer descoberto em 2017.